# Harry Potter và Chiếc cốc lửa
Harry Potter và chiếc cốc lửa (tiếng Anh: Harry Potter and the Goblet of Fire) là cuốn tiểu thuyết giả tưởng do tác giả người Anh J. K. Rowling viết, là phần thứ tư của bộ tiểu thuyết Harry Potter, được xuất bản ở Anh bởi Nhà xuất bản Bloomsbury và ở Mỹ bởi Nhà xuất bản Scholastic vào cùng ngày 8/7/2000. Cuốn sách đã đoạt giải Hugo Award năm 2001, và là phần duy nhất trong bộ Harry Potter đạt giải này, và được chuyển thể thành phim và công chiếu toàn thế giới vào ngày 18/11/2005, cùng với trò chơi điện tử của Electronic Arts.
Tại Việt Nam, cuốn sách được Nhà xuất bản trẻ phát hành với tên tiếng Việt là Harry Potter và chiếc cốc lửa do nhà văn Lý Lan dịch, ban đầu được chia thành 16 tập nhỏ phát hành song song với tiến độ chuyển ngữ của cuốn sách. Nhưng do không được sự đồng ý từ phía bản quyền, cuốn sách đã được in thành cuốn dày bìa mềm phát hành tháng 7/2002 với hình minh họa bìa tương tự như phiên bản được xuất bản ở Mỹ.

## Tóm tắt nội dung
Sau năm học thứ 3, Harry nghỉ hè cùng gia đình Weasley. Nhưng cậu luôn có một giấc mơ kỳ lạ cả mùa hè. Cậu thấy Voldemort trong cơ thể tàn tạ tại dinh thự Riddle, đang bàn với thuộc hạ gồm Peter Pettigrew cùng một tên lạ mặt khác về việc giết cậu và hồi sinh cho hắn. Rồi cậu choàng tỉnh khi Hermione gọi cậu dậy xem trận chung kết Quidditch World Cup cùng nhà Weasley và nhà Diggory. Sau khi trận đấu kết thúc, khi tất cả đang ăn mừng chức vô địch của Ireland, một đám Tử thần Thực tử, tay sai của Voldemort bất ngờ tấn công và phóng hỏa khu cắm trại. May mắn là Harry cùng bạn bè của cậu đều bình an.
Một tuần sau, Harry và mọi người trở lại Hogwarts. Năm nay, Hogwarts là chủ nhà giải đấu Tam Pháp Thuật cùng hai trường Bauxbatons và Dumstrangs. Thần Sáng Alastor Moody, biệt danh "Mắt Điên" cũng đã được giới thiệu là giáo viên mới của môn Phòng chống Nghệ thuật Hắc ám. Vì sự cố tại khu cắm trại, các học sinh dưới 17 tuổi không được tham gia giải đấu. Đại diện Hogwarts năm nay sẽ là Cedric Diggory, Huynh trưởng Nhà Hufflepuff, cùng Fleur Delacour từ Bauxbatons và Viktor Krum từ Dumstrangs. Nhưng mảnh giấy thứ tư bất ngờ bay lên từ Chiếc Cốc Lửa, gọi tên Harry Potter. Tất cả đều hoang mang còn Harry cố gắng giải thích rằng cậu không hề bỏ tên vào chiếc cốc. Dù vậy, mọi người phải tuân thủ những đạo luật trước đó. Giải đấu không thể hủy bỏ, Harry cũng là một Quán Quân. Nhưng cậu vẫn bị mọi người kể cả Ron nghi ngờ gian lận, và hai người không nói chuyện với nhau suốt một tháng. Draco thậm chí làm hàng loạt sticker với dòng chữ "Ủng hộ Cedric Diggory. Potter thối hoắc!" rồi phát cho cả trường, khiến Harry không dám nói chuyện với ai. Sau khi Harry tham gia buổi phỏng vấn với Nhật báo Tiên tri, người cha đỡ đầu Sirius Black liên lạc với cậu, cảnh báo cậu phải cẩn thận với những kẻ mới đến Hogwarts, và giữ bạn bè sát gần bên.
Bên cạnh giải đấu, năm học vẫn tiếp diễn như bình thường. Nhưng lớp Phòng chống Nghệ thuật Hắc ám do Moody phụ trách diễn ra cực kỳ kinh khủng. Ông dạy cho đám học sinh về ba lời nguyền khổng thể tha thứ: Imperio (Lời Nguyền Độc Đoán), Crucio (Lời Nguyền Hành Hạ) và Avada Kedavra (Lời Nguyền Chết Chóc). Ông thậm chí còn thực hành trước mặt cả lớp khiến nhiều học sinh sợ hãi.
Đến ngày khai màn giải đấu Tam Pháp Thuật, Harry với sự trợ giúp của Hagrid đã biết được sự nguy hiểm ngay từ vòng thi đầu tiên. Cậu báo với Cedric và dặn anh hãy cẩn thận. Rất may mắn là cả bốn Quán Quân đều hoàn thành xuất sắc vòng thi đầu tiên. Ron bây giờ mới nhận ra Harry không đời nào đăng ký tham gia cuộc thi nguy hiểm như vậy, và làm hòa với cậu.
Đến Giáng Sinh, Hogwarts trong vai chủ nhà tổ chức dạ hội Yule Ball. Ron muốn mời Hermione, nhưng cô đã nhận lời Viktor Krum trước đó. Harry cũng muốn mời crush là Cho Chang, học sinh của Nhà Ravenclaw, nhưng cô đã đồng ý với Cedric và sau đó trở thành bạn gái của anh.
Buổi dạ hội kết thúc và vòng thi thứ hai bắt đầu. Harry cùng Cedric chia sẻ vị trí dẫn đầu sau vòng đấu. Nhưng sau đó, Harry phát hiện Barty Crouch Sr, người giám sát an ninh cho giải đấu đã chết. Cậu tìm giáo sư Dumbledore, nhưng cụ đã rời đi với bộ trưởng Fudge. Harry trong lúc hoang mang vô tình mở ra Chậu Tưởng Ký. Cậu úp mặt vào chậu, nhận ra Igor Karkaroff, hiệu trưởng trường Dumstrangs từng là Tử thần Thực tử, từng phải vào Azkaban, và Barty Crouch Sr có một đứa con trai cùng tên. Cậu bỗng nhận ra Barty Crouch Jr rất giống với kẻ lạ mặt trong giấc mơ. Cậu báo với cụ Dumbledore, nhưng cụ khuyên Harry nên gạt điều đó ra khỏi đầu. Trên đường về, Harry bị Snape gọi lại. Ông nói rằng có kẻ ăn cắp nguyên liệu trong kho Độc dược để điều chế thuốc Đa Dịch, và bạn bè của cậu từng điều chế loại thuốc này nên sẽ điều tra đến cùng.
Tại vòng thi cuối cùng, các Quán Quân phải tìm chiếc cúp Tam Pháp Thuật trong mê cung bị phù phép. Harry và Cedric tìm thấy chiếc cúp nhưng Cedric bị rễ cây tóm lấy. Harry quyết định bỏ qua chiếc cúp và cứu Cedric. Cả hai sau đó cùng chạm vào chiếc cúp, nhưng hóa ra đó lại là một chiếc khóa cảng dẫn đến một nghĩa địa. Vết sẹo của Harry bất ngờ đau nhói. Cậu cảm thấy nguy hiểm nên bảo Cedric hãy quay lại. Lúc này, Pettigrew - Đuôi Trùn cùng Voldemort xuất hiện và giết chết Cedric bằng Lời Nguyền Chết Chóc, còn Harry bị trói vào bức tượng thần chết. Pettigrew thả Voldemort vào một cái nồi, lấy một khúc xương từ mộ của Tom Riddle Sr - cha của Voldemort, tự chặt một bàn tay của mình và lấy một ít máu của Harry, và Voldemort hồi sinh. Hắn bắt Harry phải đấu tay đôi với hắn. Nhưng khi hai phép thuật chạm vào nhau, linh hồn những người bị Voldemort sát hại, gồm cả cha mẹ của Harry, xuất hiện bên cạnh cậu, cầm chân hắn để cậu trở lại cuộc thi cùng xác của Cedric. Tất cả bàng hoàng còn Harry thất hồn bạt vía, nói với cụ Dumbledore rằng Voldemort đã trở lại.
Moody kéo Harry ra khỏi đám đông và đưa cậu về phòng. Tại đây, Moody tiết lộ chính ông ta đã bỏ tên Harry vào chiếc Cốc Lửa và biến chiếc cúp thành khóa cảng dẫn đến nghĩa địa. Trước khi Moody định tấn công Harry, cụ Dumbledore, giáo sư McGonagall cùng Snape kịp thời xuất hiện khống chế hắn. Snape đổ cả lọ Chân Dược vào miệng Moody, khiến hắn phải khai ra nơi giam giữ Alastor Moody thật. Thuốc Đa Dịch hết tác dụng, và kẻ giả mạo chính là Barty Crouch Jr, một Tử thẩn Thực tử. Hắn thừa nhận tất cả là theo lệnh Voldemort và đã giết cha ruột của mình. Hắn ngay lập tức bị giải về Azkaban.
Hôm sau, toàn trường Hogwarts tổ chức lễ tưởng niệm Cedric Diggory. Cụ Dumbledore cũng tuyên bố Chúa tể Hắc ám đã trở lại, bất chấp sự phủ nhận từ Bộ Pháp Thuật. Giải đấu kết thúc và học sinh của ba ngôi trường chia tay nhau. Từ bây giờ, mọi thứ sẽ không còn êm đẹp như trước nữa.